# Castelo de Vaurenard

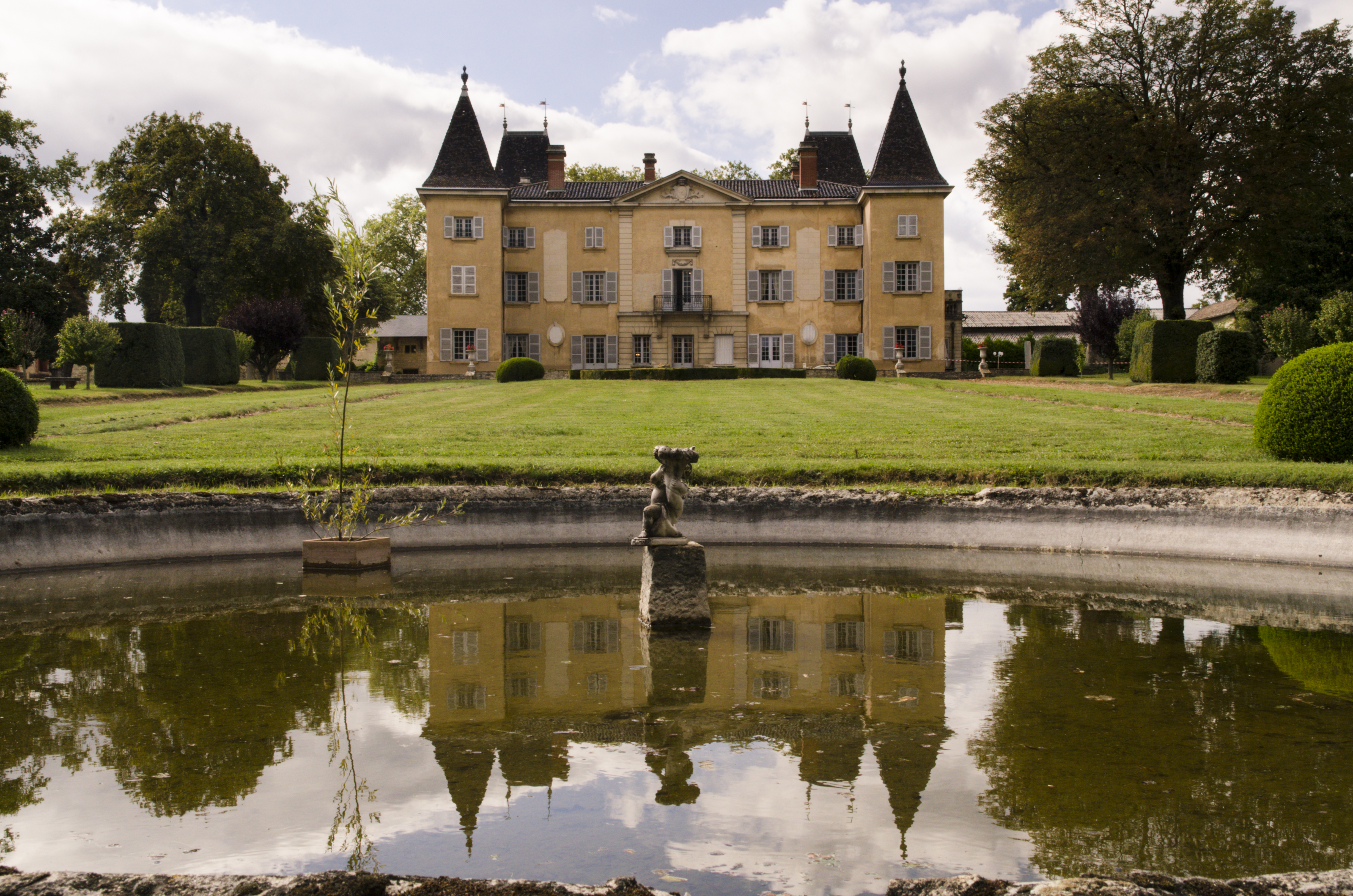
Château de Vaurenard

O Château de Vaurenard é um château em Gleizé, Rhône, na França. O terreno foi adquirido em 1672 e é propriedade de um descendente da mesma família.
O castelo foi construído nos séculos XVII e XVIII. Está listado como um monumento histórico oficial desde 12 de novembro de 2007. O château produz vinho de vinhas cultivadas em 25 hectares ao redor da propriedade.